# Glenn Martens

Glenn Martens, né en 1983 à Bruges, est un styliste belge. Diplômé de l’Académie royale des beaux-arts d'Anvers, il est le directeur artistique de la marque parisienne Y/Project depuis 2013, ainsi que de la maison Diesel depuis 2020. Il est reconnu pour ses créations déconstructivistes et conceptuelles, mêlant techniques traditionnelles et innovations formelles.

## Biographie
Glenn Martens est né le 29 avril 1983 à Bruges, en Belgique. Il obtient un diplôme en design d’intérieur à l’école Sint-Lucas de Gand en 2004, avant de se réorienter vers la mode. Il poursuit des études à l’Académie royale des beaux-arts d'Anvers, où il termine premier de sa promotion. En 2008, il rejoint la maison Jean Paul Gaultier en tant que designer junior pour les collections femme et la ligne G2. Après avoir quitté Gaultier en 2012, il fonde sa propre marque, Glenn Martens, qui cesse ses activités après trois saisons. En 2013, il devient directeur artistique de Y/Project, succédant à Yohan Serfaty après son décès. Sous sa direction, la marque se distingue par ses silhouettes hybrides et son approche déconstructiviste, remportant le Grand Prix de l’ANDAM en 2017 et le titre de Designer de l’année aux Belgian Fashion Awards en 2018. En octobre 2020, Martens est nommé directeur créatif de Diesel, où il revitalise l’image de la marque en introduisant des designs audacieux et en mettant l’accent sur la durabilité. En janvier 2025, il est nommé directeur créatif de Maison Margiela,, succédant à John Galliano. Il conserve également son rôle chez Diesel,.

## Carrière
Après avoir débuté chez Jean Paul Gaultier en 2008, Glenn Martens se fait rapidement remarquer pour sa créativité et son savoir-faire. En 2012, il lance sa propre marque éponyme, qui connaît un succès critique mais cesse ses activités après trois saisons. En 2013, il prend la direction artistique de la maison parisienne Y/Project, où il développe un style audacieux mêlant déconstruction et hybridation, qui lui vaut plusieurs prix prestigieux, notamment le Grand Prix de l’ANDAM en 2017 et le titre de Designer de l’année aux Belgian Fashion Awards en 2018.
En octobre 2020, Martens est nommé directeur créatif de Diesel, marque qu’il relance avec une vision moderne centrée sur la durabilité et l’innovation stylistique. En janvier 2025, il étend son influence en devenant directeur créatif de Maison Margiela, tout en conservant ses responsabilités chez Diesel,.

## Style et esthétique
Glenn Martens est reconnu pour son approche innovante et déconstructiviste de la mode. Il mêle des techniques traditionnelles à des expérimentations formelles, créant des silhouettes hybrides, modulables et souvent asymétriques. Son travail se caractérise par une réinterprétation audacieuse des codes classiques, ainsi que par l’intégration d’éléments conceptuels et fonctionnels, souvent inspirés du vestiaire masculin et du sportswear,.

## Distinctions
2017 :  Grand Prix de l’ANDAM
2018 : Designer de l’année aux Belgian Fashion Awards